# ペペ (商業施設)
ペペ（PePe）とは、西武不動産が経営する、西武鉄道沿線にある駅ビル・ショッピングセンター。
PePeの名称は、Prince Promenadeに由来する。
ぺぺは西武グループであるが、2010年10月13日には西武新宿ペペ内に、西武グループとはライバル関係にあった東急グループ（当時）のハンズ・ビーがオープンするなど、過去の常識を超えた出店も行われている。

## 沿革
- 1977年（昭和52年）3月3日 - プリンスプロムナード・ペペ（現在の西武新宿ペペ）開業。
- 1991年（平成3年）9月5日 - 本川越ペペ開業。
- 1992年（平成4年）
  - 3月20日 - 新横浜プリンスペペ開業。
  - 10月23日 - 西武飯能ペペ開業。
- 1993年（平成5年）9月22日 - 西武入間ペペ開業[1]。
- 2026年（令和8年）1月 - 本川越ペペ営業終了予定[2]。

## 店舗
- 西武新宿ペペ（東京都新宿区歌舞伎町）
- 西武本川越ペペ（埼玉県川越市新富町）
- 新横浜プリンスペペ（神奈川県横浜市港北区新横浜）
- 西武飯能ペペ（埼玉県飯能市仲町）
- 西武入間ペペ（埼玉県入間市河原町）